# 구학서 (기업인)
구학서(具學書, 1946년 12월 21일 ~ )는 신세계 회장을 지낸 기업인이다.

## 생애
1972년 삼성전자 경리과를 입사한 것을 시작으로 신세계의 회장으로까지 승진하여 월급쟁이 신화의 대표적 인물로서 꼽힌다. 전문 경영인으로서 당시 중소백화점이었던 신세계를 국내 최대 유통회사로 발전시켰으며 이명희 회장의 전폭적인 지지를 받으며 IMF 시기에 공격적인 부동산 투자로 이마트를 국내 최대 마트로 발전시키는 전략적 기지를 발휘한다. 
1999년말에는 국내 최초로 경영이념을 '윤리경영'으로 선포하고 신세계그룹의  패러다임을 변화시켰다.
2010년 2월부터 중앙SUNDAY에 윤리경영을 주제로 한 대화식 칼럼을 연재하고 있다. 
2014년 11월 30일자로 신세계 회장직에서 물러났다.

## 학력
- 경기상업고등학교
- 연세대학교 경제학과 학사

## 경력
| 년도               | 직책                        |
| ------------------ | --------------------------- |
| 2014년 11월 ~ 현재 | 신세계 고문                 |
| 2009년 12월        | 신세계 회장                 |
| 2006년 11월        | 신세계 부회장               |
| 2001년             | 신세계 대표이사 사장        |
| 1999년             | 신세계 대표이사 부사장      |
| 1998년             | 신세계 경영지원실 부사장    |
| 1996년             | 신세계 경영지원실 전무      |
| 1988년             | 삼성전자 관리담당 이사      |
| 1986년             | 삼성전자 관리부 부장        |
| 1982년             | 삼성물산 동경지사 관리부장  |
| 1979년             | 제일모직 본사 경리과장      |
| 1977년             | 삼성그룹 비서실 관리팀 과장 |
| 1972년             | 삼성전자 경리과에 입사      |

## 수상
- 2007년 한국능률협회 한국의 경영자상